# Marianne Dickerson
Marianne Dickerson (Estados Unidos, 14 de noviembre de 1960-14 de octubre de 2015) fue una atleta estadounidense, especializada en la prueba de maratón en la que llegó a ser subcampeona mundial en 1983.

## Carrera deportiva
En el Mundial de Helsinki 1983 ganó la medalla de plata en la maratón, corriendo lo 42,195 km en un tiempo de 2:31.09 segundos, tras la noruega Grete Waitz y por delante de la soviética Raisa Smekhnova.